# Lagoa d'Anta
Lagoa d'Anta é um município brasileiro do estado do Rio Grande do Norte. De acordo com o Esrimativa realizado pelo IBGE (Instituto Brasileiro de Geografia e Estatística) no ano 2024, sua população é de 6.733 habitantes.